# Julie Molé-Léger
Julie Molé-Léger, född Julie de la Vigne 1767, död 1832, var en fransk memoarskrivare, skådespelare och pjäsförfattare. Hon är känd för sina memoarer som beskriver hennes liv under franska revolutionen.  Även känd som Julie de Valivon eller enbart Madame Molé. 
Hon var skådespelare och pjäsförfattare och var gift med en skådespelare. Hon och hennes make flydde till Österrikiska Nederländerna sedan de hade satts upp på en lista över "suspekta teatermänniskor" under skräckväldet 1793. 
Memoarerna skildrar deras liv i landsflykt och hur de tvingades försörja sig på olika sätt när de inte kunde skådespela; hur de flydde vidare till Nederländerna undan den franska invasionen, men slutligen uppträdde för franska soldater i Amsterdam. Hennes memoarer har aldrig publicerats i sin helhet, men däremot ofta citerats delvis eller i mindre stycken i andra verk.  